# Удешть (комуна)
Удешть, Удешті (рум. Udești) — комуна у повіті Сучава в Румунії. До складу комуни входять такі села (дані про населення за 2002 рік):
- Кілішень (699 осіб)
- Лункушоара (549 осіб)
- Менестіоара (45 осіб)
- Плевеларі (1040 осіб)
- Поєнь-Сучава (492 особи)
- Ракова (304 особи)
- Реусень (458 осіб)
- Рушій-Менестіоара (481 особа)
- Секурічень (162 особи)
- Удешть (2333 особи)
- Штірбец (628 осіб)

Комуна розташована на відстані 349 км на північ від Бухареста, 14 км на південний схід від Сучави, 100 км на північний захід від Ясс.

## Населення
За даними перепису населення 2002 року у комуні проживала 7191 особа.
Національний склад населення комуни:
| Національність | Кількість осіб | Відсоток |
| -------------- | -------------- | -------- |
| румуни         | 6959           | 96,8%    |
| цигани         | 222            | 3,1%     |
| українці       | 4              | 0,1%     |
| угорці         | 3              | < 0,1%   |
| німці          | 3              | < 0,1%   |

Рідною мовою назвали:
| Мова       | Кількість осіб | Відсоток |
| ---------- | -------------- | -------- |
| румунська  | 6959           | 96,8%    |
| циганська  | 222            | 3,1%     |
| угорська   | 5              | 0,1%     |
| українська | 3              | < 0,1%   |
| німецька   | 1              | < 0,1%   |

Склад населення комуни за віросповіданням:
| Релігія            | Кількість осіб | Відсоток |
| ------------------ | -------------- | -------- |
| православні        | 5499           | 76,5%    |
| п'ятдесятники      | 947            | 13,2%    |
| бретрени           | 557            | 7,7%     |
| адвентисти         | 115            | 1,6%     |
| римо-католики      | 10             | 0,1%     |
| баптисти           | 6              | 0,1%     |
| старообрядці       | 6              | 0,1%     |
| не релігійні       | 5              | 0,1%     |
| лютерани           | 3              | < 0,1%   |
| реформати          | 2              | < 0,1%   |
| греко-католики     | 1              | < 0,1%   |
| не вказали релігію | 23             | 0,3%     |